# 埃斯基乌勒
埃斯基乌勒（法語：Esquiule，法語發音：[ɛskjul]）是法国大西洋比利牛斯省的一个市镇，位于该省中南部偏东，属于奥洛龙-圣玛丽区。

## 地理
埃斯基乌勒（43°11'39"N, 0°42'30"W）面积28.58 平方千米，位于法国新阿基坦大区大西洋比利牛斯省，该省份为法国东南部省份，涵盖了贝阿恩与北巴斯克，西临大西洋比斯開灣，北至朗德省，东北接热尔省，东临上比利牛斯省，南与西班牙接壤。
与埃斯基乌勒接壤的市镇（或旧市镇、城区）包括：昂斯-费阿斯、阿拉米茨、巴尔屈斯、热龙斯、穆穆尔、奥洛龙-圣玛丽、奥兰、昂斯、费阿斯。
埃斯基乌勒的时区为UTC+01:00、UTC+02:00（夏令时）。

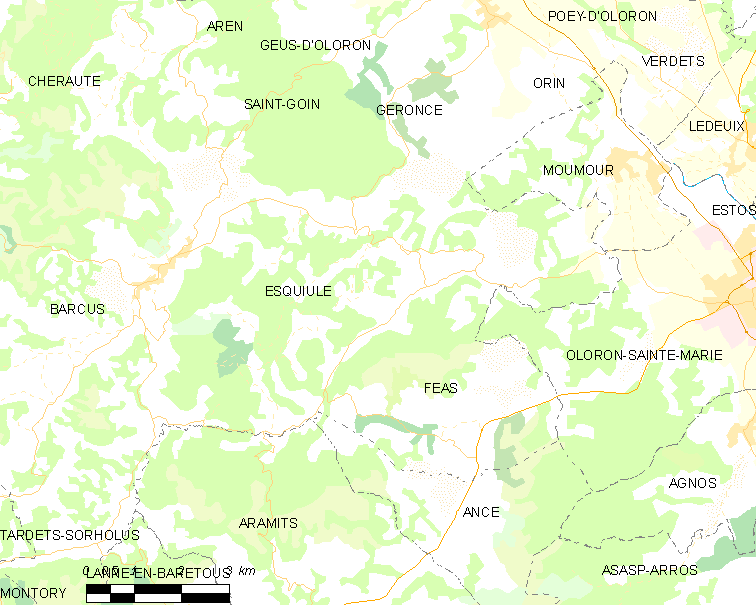
埃斯基乌勒的OSM定位图

## 行政
埃斯基乌勒的邮政编码为64400，INSEE市镇编码为64217。

## 政治
埃斯基乌勒所属的省级选区为奥洛龙-圣玛丽第一县。

## 人口

1962-2008年间埃斯基乌勒人口变化图示

埃斯基乌勒于2022年1月1日时的人口数量为531人。